# Pątnów (Neder-Silezië)
Pątnów is een dorp in de Poolse woiwodschap Neder-Silezië. De plaats maakt deel uit van de gemeente Chojnów.